# Nokia N900
Nokia N900 är en Linuxbaserad surfmobil baserad på plattformen Maemo 5 som gör användargränssnittet lite annorlunda än S60-mobiler som de flesta Nokiaanvändare känner igen. N900 har en resistiv pekskärm med WVGA-upplösning och Qwerty-tangentbord. Minnet är på 32 GB internt + microSD-minneskort som kan bytas under drift, upp till 16 GB. N900 är företagets första Maemobaserade enhet med telefonfunktioner, och är en efterföljare till N810.
Nokia N900 utnämndes till Årets smarta mobil i Mobilgalan 2009.

## Operativsystem
Maemo 5, även känd som Fremantle, är det förvalda operativsystemet för Nokia N900. Maemo är en modifierad version av Debian GNU/Linux. Maemo består till stor del av öppen källkod, resten utgörs av Nokias egenutvecklade komponenter. Maemo är uppbyggd av komponenter som används i öppna stationära Linuxbaserade operativsystem.
Nokias Linuxvariant Maemo 5 ska erbjuda en fungerande skrivbordsmiljö i fickformat. Användargränssnittet är helt anpassningsbart, där användaren kan flytta runt aktiva widgets, lägga till eller ta bort prylar på startskärmarna, ändra bakgrunden och lägga till genvägar.

## Processorer
Nokia N900 drivs av systemchipet OMAP 3430, som är ett "system-on-a-chip" (SoC) från Texas Instruments. Systemchipet är utformat i en 65-nanometer CMOS-process.
OMAP 3430 består av tre mikroprocessorer: huvudprocessorn ARM Cortex A8, som körs med klockfrekvensen 600 MHz, används för att köra operativsystemet och applikationerna; grafikkortet PowerVR SGX 530 (från Imagination Technologies), som stödjer OpenGL ES 2.0, klarar upp till 14 MPolys/s; och den digitala signalprocessorer TMS320C64x, som körs med klockfrekvensen 430 MHz, används för att köra bildbehandlingar (kameran), ljudbearbetning (telefonin) samt dataöverföring. Signalprocessorns syfte är att avlasta huvudprocessorn.
Systemchipet OMAP 3430 består även av en ISP (Image Signal Processor) samt en IVA2 "Image, Video, Audio"-accelerator. Systemchipet har även 256 MB dedikerat RAM (Mobile DDR).